# ロンドン動物学会

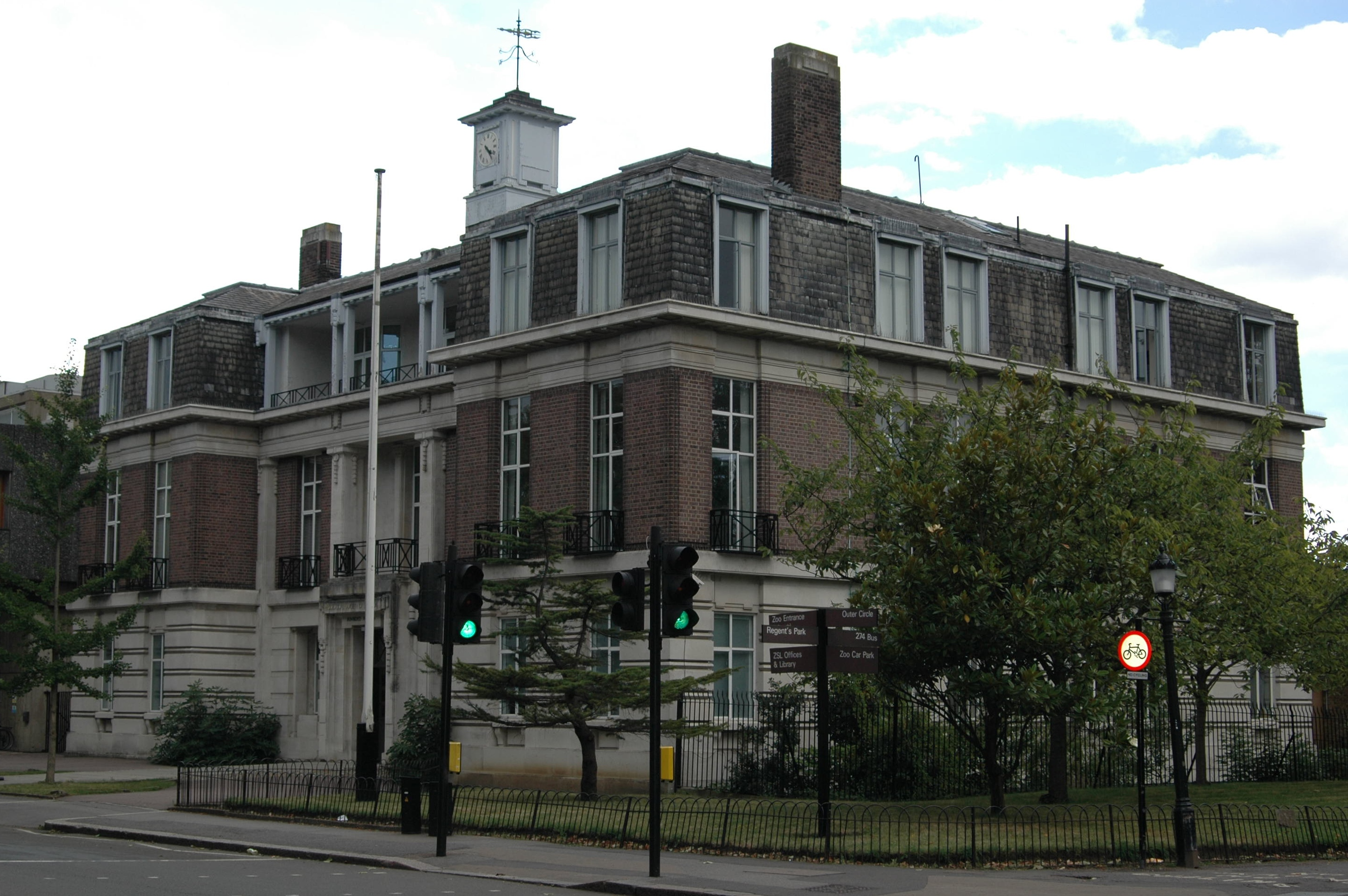
Zoological Society of London (ZSL), Main Building

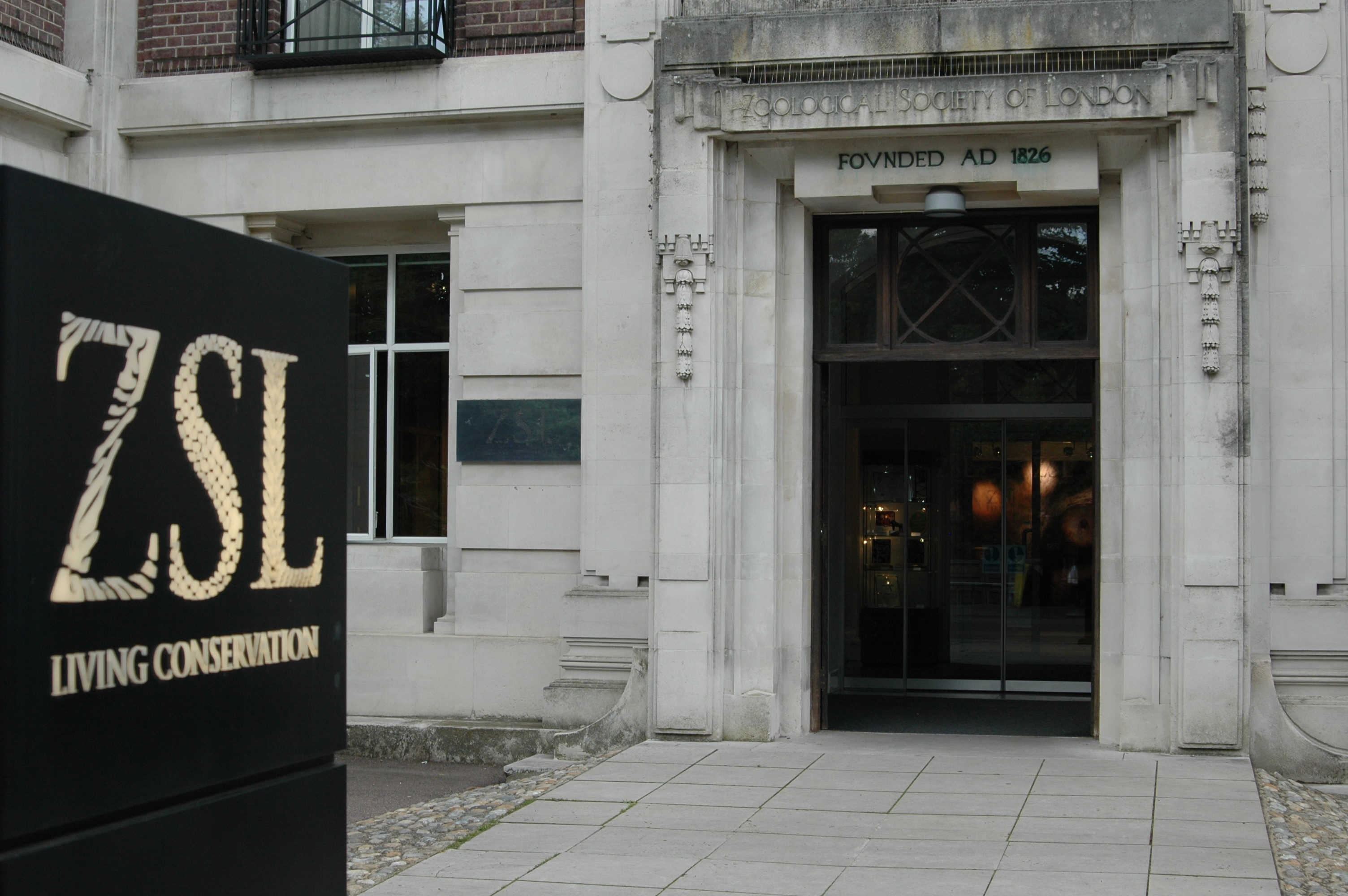
Zoological Society of London (ZSL), Main Building, Entrance

ロンドン動物学会（ロンドンどうぶつがっかい）あるいはロンドン動物学協会（ロンドンどうぶつがくきょうかい、英語: Zoological Society of London、ZSL）とは、1826年4月にロンドンに設立された学術団体である。サー・トーマス・ラッフルズ、第2代オークランド男爵ジョージ・イーデン、第3代ランズダウン侯爵ヘンリー・ペティ＝フィッツモーリス、サー・ハンフリー・デービー、ロバート・ピール、ジョセフ・サビン、ニコラス・ヴィゴーズらによって設立された。最初の会議でリージェンツ・パークの一画を王室からすでに得ていたが、1829年3月にジョージ4世から免許状を受け取った。

## 歴史

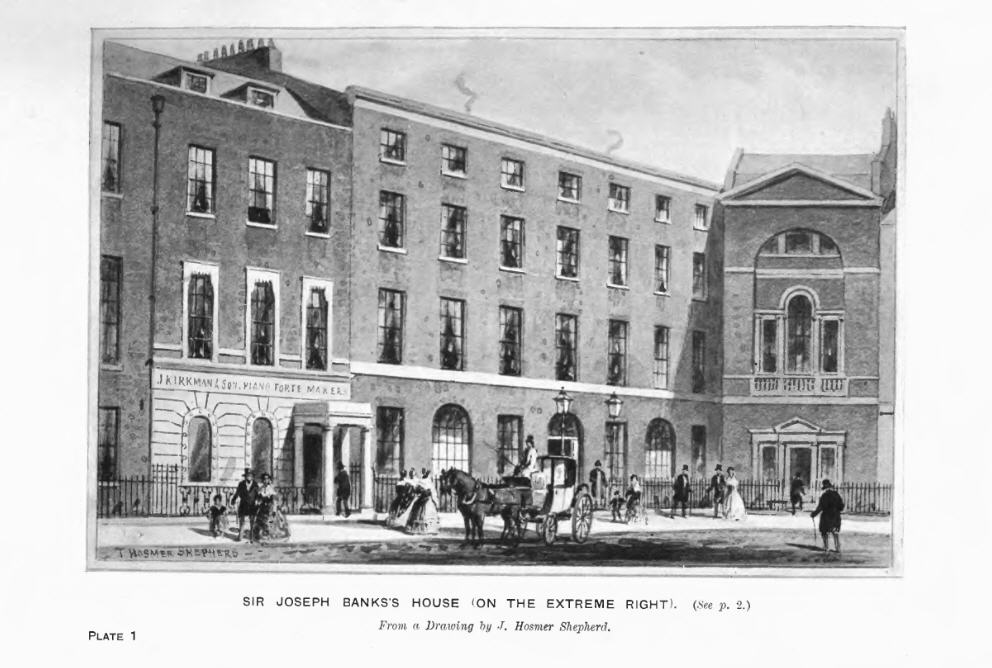
ジョセフ・バンクスの邸宅で最初の会合が行われた

ロンドン動物学会は当時のイギリスの主要な科学者によって設立された。「全ての科学的団体の高貴なる親」と呼ばれたロンドン王立協会は自然科学の力強さを明らかにし、1788年のロンドン・リンネ学会の設立につながった。その目的は「自然史の科学研究の全分野、特にグレートブリテンとアイルランドの自然史の洗練」と定められた。しかしリンネが植物学者であったことから、リンネ学会は植物により大きな関心を持っていた。
1822年11月29日に「近代動物学の父」ジョン・レイの誕生日にあわせて行われたリンネ学会の会合で昆虫学者ウィリアム・カービーは「リンネ学会の動物学クラブ」を作る決心をした。1816年から1826年の間、ラッフルズ、デービー、ジョセフ・バンクスらは議論を行い、パリ植物園のような形で動物を収集し、公共の関心を引き楽しませる組織が必要だと感じた。協会の目的は動物を収集し、余暇に図書館と博物館で学べることだった。1828年に会員向けに動物庭園が開園された。ウィリアム4世は協会に王室の動物コレクションを寄贈した。1847年に資金の問題を解決するために市民にも開放された。ロンドン市民はすぐにこの動物学庭園（ズーオロジカル・ガーデン）をズーと略した。このロンドン動物園はすぐに世界でもっとも広範なコレクションを有する動物園となった。
20世紀が始まると動物をより自然に近い環境で飼育して観察する必要性が明らかとなった。協会の事務局長ピーター・ミッチェル（在職1903-1935）はロンドンから110km以内で市民がアクセスしやすく、少なくとも200エーカーの広さを持つ新たな公園を作ろうと考えた。1926年に農業の不況から都合の良い場所場見つかった。協会はホイップスネイド村の近くのホール牧場を13,480ポンドで購入した。最初の動物は2羽のキジ、1羽のキンケイ、5羽のセキショクヤケイであった。1931年にホイップスネイド公園は世界初の野外動物園として市民に公開された。
1960年から61年にかけて事務局長ソリー・ズッカーマンは科学者を雇い恒常的に研究を行えるように、二つの医学基金から資金を集め、動物学研究所を設立した。今日のZSLは科学、環境保護、教育における国際的な慈善団体である。協会はロンドン動物園とホィップスネイド野生動物園を運営し、2011年には水族館Biota!を開設する予定である。現在の協会の後援者はエリザベス2世である。

## 出版物
1864年以来Zoological Recordを発行しており、1980年にBIOSISと改名された。また1830年以来Journal of Zoology誌を発行している。

## 賞
ロンドン動物学会は動物学の発展に功績のあった人物に対し、フリンク・メダル、シルバー・メダル、スタンフォード・ラッフルズ賞、チャールズ・ダーウィン賞、トマス・ヘンリー・ハクスリー賞などを授与している。もっとも有名なのはフリンク・メダルで、ジョン・メイナード＝スミス、ジョン・クレブス、ロバート・メイ、ジェフリー・パーカーなどが受賞している。

## 著名な会員
すでに記述された人物は除く
- デイビッド・アッテンボロー
- パトリック・ベイトソン
- ジョージ・ベンサム
- トーマス・キャンベル・エイトン
- チャールズ・ダーウィン
- エドワード・グレイ
- ジュリアン・ハクスリー
- アルフレッド・ニュートン
- フィリップ・スクレイター
- ピーター・スコット
- アルフレッド・ウォレス

## 評議会
評議会がロンドン動物学会の統治機関である。評議会は15人の評議員で構成されており、会長が総括する。評議員の任期は５年以内である。